# Liste des maires de Thiais

## Liste des maires
| Période                                  | Période         | Identité                                           | Étiquette                | Qualité       |
| ---------------------------------------- | --------------- | -------------------------------------------------- | ------------------------ | ------------- |
| 1790                                     | 1791            | Pierre Menom                                       |                          |               |
| 1791                                     | 1793            | Joseph Garcin                                      |                          |               |
| 1793                                     | Frimaire an IV  | Claude Jean Baptiste Piot                          |                          |               |
| Frimaire an IV                           | Floréal an VIII | Constitution an III                                |                          |               |
| Floréal an VIII                          | Floréal an XIII | Jean Charles Caron                                 |                          |               |
| Floréal an XIII                          | 1811            | Claude Jean Baptiste Piot                          |                          |               |
| 1811                                     | 1831            | François Joseph Pierre                             |                          |               |
| 1831                                     | 1837            | Aymar Simon Dupressoir                             |                          |               |
| 1838                                     | 1849            | Pierre Marie Taillefer                             |                          |               |
| 1849                                     | 1852            | Louis Alexandre Delarue                            |                          |               |
| 1852                                     | 1858            | Antoine Marie Colin                                |                          |               |
| 1858                                     | 1861            | Frédéric Joseph Victor Dupensier, comte de Meaussé |                          |               |
| 1861                                     | 1865            | François Joseph Victor Smal                        |                          |               |
| 1865                                     | 1870            | Alphonse Gérard Ernest de Vaugrigneuse             |                          |               |
| 1870                                     | 1881            | Louis François René Panhard                        |                          |               |
| 1881                                     | 1882            | Laurent Paul Lainé                                 |                          |               |
| 1882                                     | 1888            | Nestor Léon Marchand                               |                          |               |
| 1888                                     | 1908            | Louis François René Panhard                        |                          |               |
| 1908                                     | 1919            | Adrien Hippolyte François Panhard                  |                          |               |
| 1919                                     | 1928            | Gustave Léon Léveillé                              | SFIO puis SFIC puis SFIO |               |
| 1928                                     | 1929            | Pierre Jules Gabriel Léon Jacques                  |                          |               |
| 1929                                     | 1935            | Adrien Hippolyte François Panhard                  |                          |               |
| 1935                                     | 1940            | Jules Alexis Gourié                                |                          |               |
| 1941                                     | 1944            | Eugène Alexandre Auguste Lasnier                   |                          |               |
| 1944                                     | 1944            | Edmond Desboeuf                                    |                          |               |
| 1945                                     | 1959            | Emile Zimmermann                                   | PCF                      |               |
| 1959                                     | 1961            | Georges Halgoult                                   | MRP                      |               |
| 1961                                     | 1965            | Albert Lucien Henri Alfred Glardon                 |                          |               |
| 1965                                     | 1971            | André Bénard Baron                                 |                          |               |
| 1971                                     | 1977            | Noël-Marcel Hivernaud                              |                          |               |
| 1977                                     | 1983            | Jean René Roger Gaudaire                           | DVD                      |               |
| 1983                                     | en cours        | Richard Dell'Agnola                                | RPR puis UMP puis LR     | Fonctionnaire |
| Les données manquantes sont à compléter. |                 |                                                    |                          |               |

## Pour approfondir